# Meyriez
Meyriez (toponimo francese; in tedesco Merlach) è un comune svizzero di 575 abitanti del Canton Friburgo, nel distretto di Lac.

## Monumenti e luoghi d'interesse

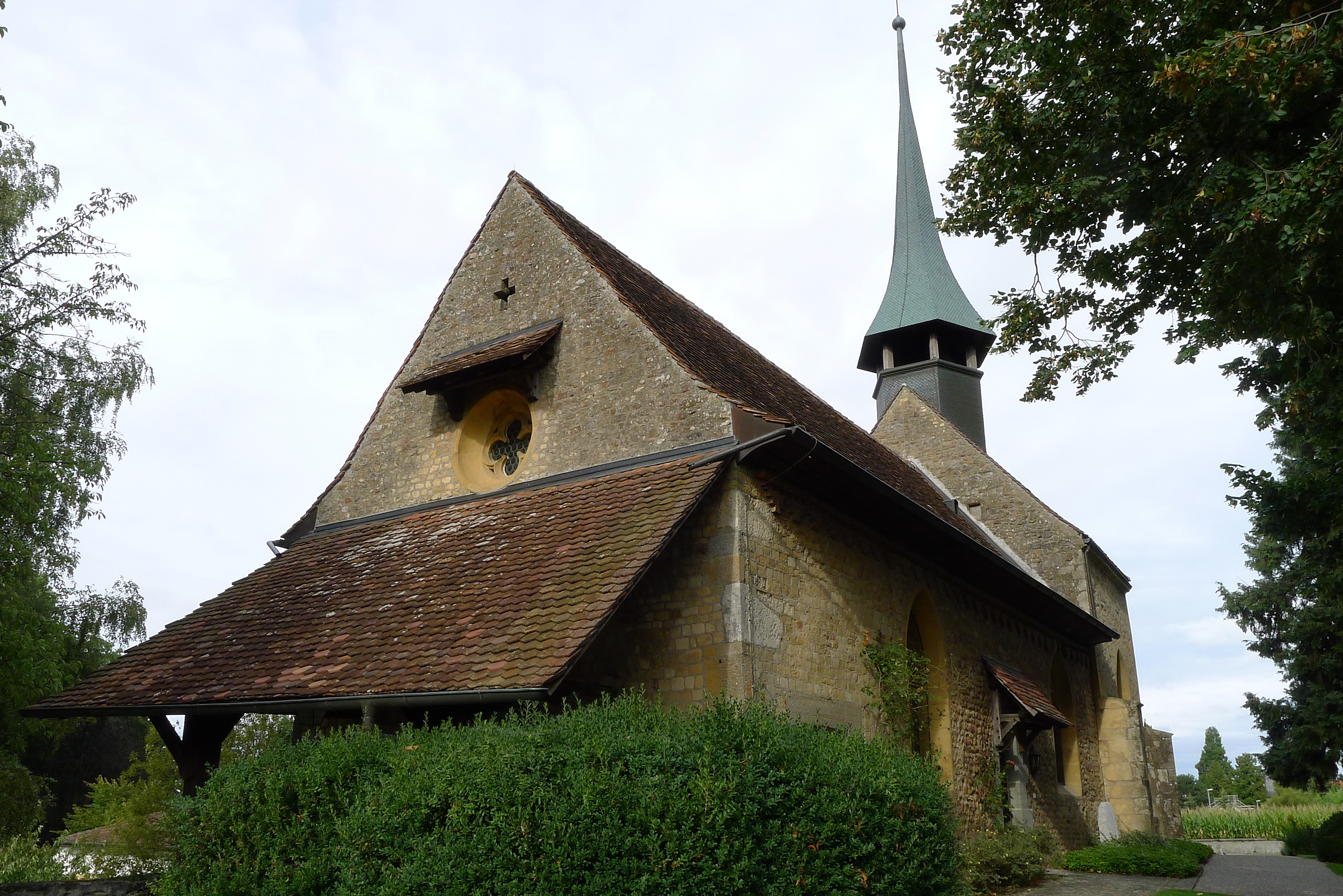
La chiesa riformata

- Chiesa riformata (già di San Giovanni Battista), attestata dal 1228[1].

## Società

### Evoluzione demografica
L'evoluzione demografica è riportata nella seguente tabella:
Abitanti censiti

### Lingue e dialetti
Meyriez è un comune bilingue (francese e tedesco) a maggioranza francofona.

## Amministrazione
Ogni famiglia originaria del luogo fa parte del comune patriziale che ha la responsabilità della manutenzione di ogni bene comune.